# Chérif Souleymane
Chérif Souleymane, auch Souleymane Cherif oder Soulegmane Cherif, (* 1. Januar 1944 in Kindia) ist ein ehemaliger guineischer Fußballspieler.

## Karriere

### Vereine
Chérif gelangte 1961 im Rahmen der sozialistischen Entwicklungshilfe als Student nach Neustrelitz um in der DDR Bauwesen zu studieren. Doch er verdingte sich zunächst im VEB Bau-Union um Erfahrungen für den Aufbau in seinem Heimatland zu sammeln. In seiner Freizeit übte er Sport in der Sporthalle der Internatsunterkunft aus, spielte Basketball und beeindruckte auch ein paar Fußballer des SC Neubrandenburg, die sich dachten: „Wer so geschmeidige Bewegungen drauf hat, der kann bestimmt auch kicken.“
Gottfried Eisler, Trainer des Zweitligisten, sorgte dafür, dass er für seinen Verein ab der Saison 1962/63 spielen konnte. In der Folgesaison trug er mit 12 Toren in 23 Punktspielen zur Meisterschaft in der Staffel Nord und zum Aufstieg des SC Neubrandenburg in die Oberliga bei. Wegen des für die Oberliga geltenden Ausländer-Verbots konnte er seine Karriere nicht in Neubrandenburg fortsetzen und bestritt die Saison 1964/65 für den Zweitligisten BSG Empor Neustrelitz, bevor er nach Guinea zurückkehrte.
Anschließend spielte er für den Hauptstadtverein Hafia FC aus Conakry. In dieser Zeit fiel seine Wahl zu Afrikas Fußballer des Jahres 1972.

### Nationalmannschaft
Für die Nationalmannschaft Guineas bestritt er alle drei Spiele der Gruppe A während des vom 13. bis 26. Oktober 1968 in Mexiko-Stadt ausgetragenen olympischen Fußballturniers. In den Qualifikationsspielen für die Weltmeisterschaft 1974 und den für die Weltmeisterschaft 1978 wurde er insgesamt siebenmal eingesetzt.